# يو إف سي ليلة القتال: تومسون ضد بيتيس
يو إف سي ليلة القتال: طومسون ضد بيتيس (بالإنجليزية: UFC Fight Night: Thompson vs. Pettis)‏ هو حدث لفنون القتال المختلطة نظمته يو إف سي، أُقيم في 23 مارس 2019، على بريدجستون أرينا في ناشفيل، تينيسي، الولايات المتحدة.